# Середньофранцузька мова
Середньофранцузька мова (фр. Le moyen français) — перший стандартизований галло-романський хронолект, що умовно охоплює період між 1350—1611 роками. Дана періодизація запроваджена в наш час і є до певної міри умовною.

## Історія
Середньофранцузька мова стала основою сучасної французької мови, від якої відрізняється насамперед етимологічною орфографією, в якій підкреслюються латинські або псевдолатинські етимони та, меншою мірою, фонетикою. Морфологія середньофранцузької мови була фактично ідентичною до сучасної мови. Це відрізняло середньофранцузьку від старофранцузької мови, в якій зберігалася відмінкова система народної латини. Так Називний відмінок (Rectus) та Знахідний відмінок (Obliquus) більше не розрізнялися.
Фонетична еволюція середньофранцузької мови тривала (наприклад, у сполученнях -oi, — ille, — eau), але вона вже не була радикальною і не перешкоджала взаєморозумінню між мовцями.
Латина залишалася мовою освіти, науки, адміністрації та права. 1539 року ця ситуація змінилася після прийняття указу Вілле-Котре, в якому Франциск I проголосив французьку єдиною мовою духовного та юридичного життя. Проте єдиної французької мови на той час ще не існувало: на півдні розмовляли окситанськими діалектами, а півночі — діалектними варіантами французької.
Французькі військові походи до Італії та присутність італійців при французькому дворі призвели до контакту французької мови з італійським гуманізмом. З італійської мови в цей час було запозичено чимало слів, пов'язаних з військовою сферою (alarme, cavalier, espion, infanterie, camp, canon, soldat) та мистецтвом (arcade, architrave, balcon, corridor, sonnet).
Зовсім небагато слів було запозичено з іспанської (casque), німецької (reître). З'явилася незначна кількість запозичень, пов'язаних з Відкриттям Америки (cacao, hamac, maïs).
Через вплив англо-нормандської мови, яка була одним зі старофранцузьких діалектів, в англійську мову потрапили слова французького походження. Згодом через війни та торговельні зносини з англійської мови до французької повернулися назад деякі англійські слова романського походження.
Загалом у лексиці відбулися зміни в значенні та вживанні багатьох слів старофранцузької мови.
Орфографія та пунктуація залишалися ненормованими. З розвитком друкарства зросла важливість вироблення ждиної орфографії. Набули поширення різні пропозиції щодо правил орфографії, зокрема 1550 року Жак Пелетьє запропонував варіант фонетичного правопису з використанням нових діакритичних знаків.
У цей же час з'явилися перші французькі граматики, а 1539 року був опублікований французько-латинський словник Робера Етьєна.
Найвідомішими французькими авторами, які послуговувалися середньофранцузькою мовою, вважаються Франсуа Війон, Франсуа Рабле, Клеман Маро, Мішель де Монтень, П'єр Ронсар, поети Плеяди та Ліонської школи.
Утвердження та прославляння французької мови знайшло своє відображення в маніфесті Жоашена дю Белле Deffence et illustration de la langue francoyse, в якому автор наголошував, що французька є важливою літературною мовою.
Велика увага до класичних текстів проявилася в численних запозиченнях з греки і латини, що в свою чергу сприяло появі великої кількості неологізмів.

## Приклад
Поданий нижче уривок із «Пантагрюеля» (1532) Франсуа Рабле демонструє відмінності між середньофранцузькою та сучасною французькою мовами.
| Середньофранцузька мова | Сучасна французька мова |
| --- | --- |
| Ce ne sera Chose inutile ne oysifve, de vous remembrez la premiere source et origine dont nous est nay le bon Pantagruel: car je voy que tous Bons historiographes ainsi ont traicté leurs Chronicques, non seulement des Grecz, des Arabes et Ethnicques, mais aussi les auteurs de la Saincte Escripture, comme monsieigneur sainct Luc mesement, et sainct Matthieu. | Il ne sera pas inutile ni oiseux de vous remettre en mémoire la première source et origine d'où nous est né le bon Pantagruel: car je vois que tous les Bons historiographes ont ainsi organisé leurs chroniques, non seulment les Grecs, Arabes et païens, mais aussi les auteurs de l’Écriture Sainte, comme Monseigneur saint Luc surtout et saint Matthieu |